# 褐色麻斑卷管螺
褐色麻斑卷管螺（学名：Lophiotoma notata），是新腹足目卷管螺科黑点卷管螺属的一种。主要分布于台湾，常栖息在泥沙质海底。